# مرحاض ذو حفرة

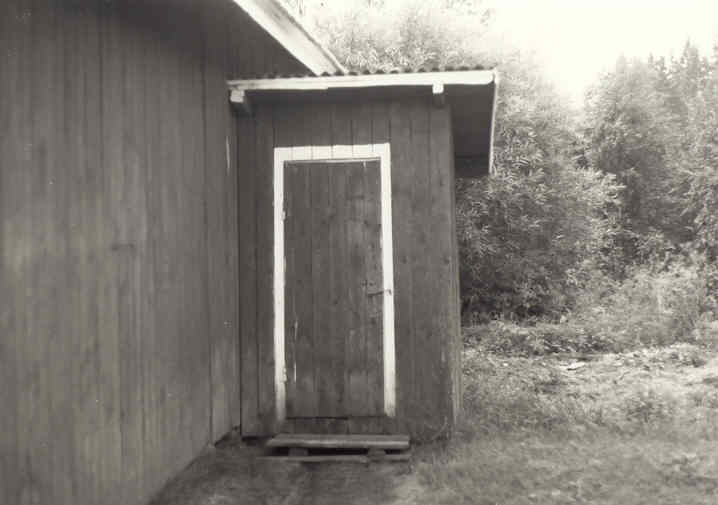

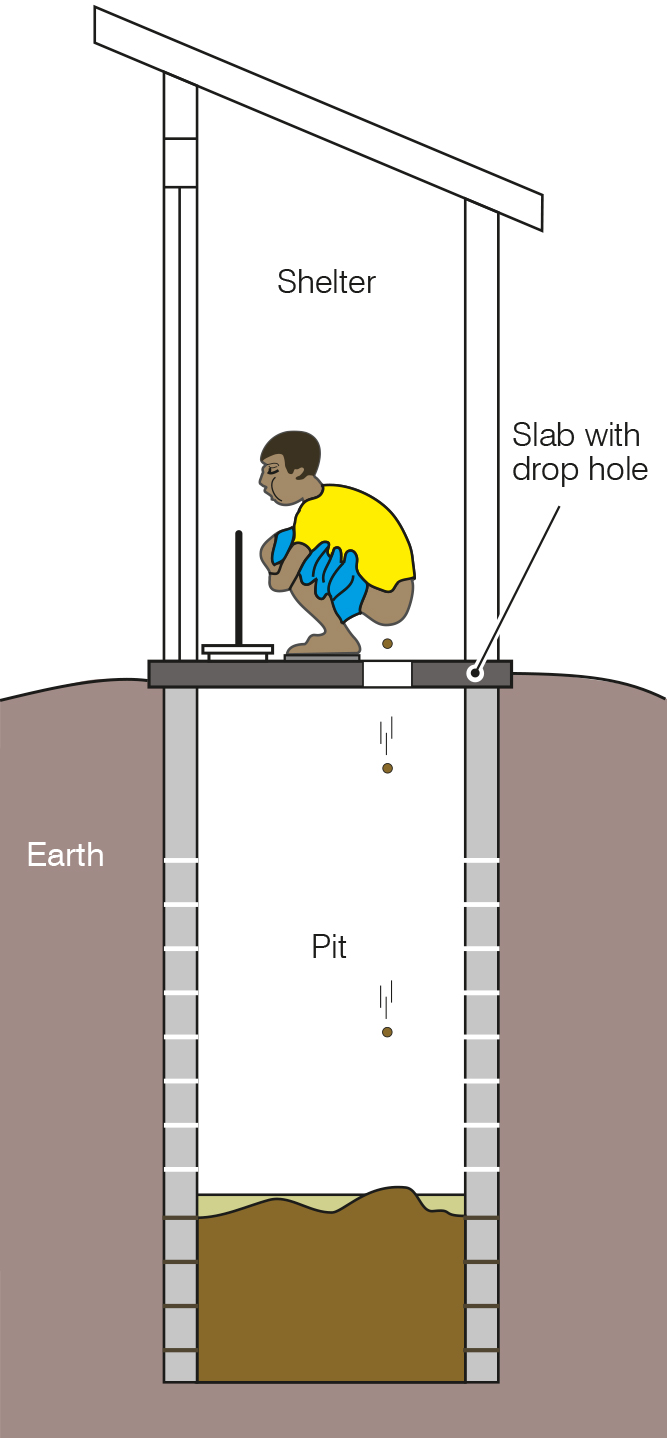

المرحاض ذو الحفرة، المعروف أيضًا باسم كرسي الحمام ذات الحفرة أو ذات المجرى الطويل، وهو نوع من المراحيض يجمع البراز البشري في حفرة في الأرض. يدخل البول والبراز إلى الحفرة عبر فتحة هبوط في الأرض، والتي قد تكون متصلةً بمقعد المرحاض أو مرحاض القرفصاء المُستخدم لراحة المستخدمين. يمكن بناء المراحيض ذات الحفرة لتعمل بدون ماء (المرحاض الجاف) أو يمكن أن تمتلك طراد مياه (مرحاض ذو حفرة مزود بسيفون). يمكن لبناء المراحيض بشكل صحيح وإجراء صيانتها، التقليل من انتشار الأمراض، وذلك عن طريق تقليل كمية البراز البشري في البيئة الناتج عن التغوط في العراء. يقلل هذا الأمر من نقل الممراضات بين البراز والغذاء عن طريق ذوات الجناحين. تُعد مسببات الأمراض هذه الأسباب الرئيسية للالتهاب المعدي المعوي والداءات الديدانية. أدى الالتهاب المعدي المعوي إلى وفاة نحو 700,000 طفل دون سن الخامسة في عام 2011، وخسارة 250 مليون يوم دراسي. تُعد المراحيض ذات الحفرة طريقة منخفضة التكلفة لإبعاد القذارة عن الناس.
يتكون المرحاض ذو الحفرة عمومًا من ثلاثة أجزاء رئيسية: حفرة في الأرض، بلاطة خرسانية أو أرضية بها فتحة صغيرة، وكابين. ويطلق على الكابين أيضًا حمام خارجي. يبلغ عمق الحفرة عادةً ما لا يقل عن ثلاثة أمتار (10 أقدامًا) وعرضها نحو (3.2 قدمًا). يجب ألا يزيد حجم الفتحة في البلاطة عن 25 سانتي مترًا (9.8 بوصةً) لمنع سقوط الأطفال فيها، ويجب منع الضوء من دخول الحفرة لتقليل وصول الذباب إليها. قد يتطلب ذلك استخدام غطاء لتغطية الفتحة الموجودة في الأرض عند عدم استخدامها. توصي منظمة الصحة العالمية بأن تُبنى الحفر على مسافة معقولة من المنزل، ما يوازن بين سهولة الوصول إليها وتجنب الرائحة الصادرة عنها. يجب أن تكون المسافة بين آبار المياه والمياه السطحية عشرة أمتار على الأقل (32 قدمًا)، لتقليل خطر تلوث المياه الجوفية. عندما تُملأ الحفرة حتى ارتفاع 0.5 مترًا (1.6 قدمًا) من جزئها العلوي، يجب أن تُفرغ أو تُنشأ حفرة جديدة ويُنقل الكابين أو يُعاد بنائه في الموقع الجديد. تنطوي إدارة الحمأة البرازية على إفراغ الحفر، وكذلك نقل ومعالجة واستخدام الحمأة البرازية الُمجمعة. إذا لم يُنفذ هذا الأمر بشكل صحيح، يمكن أن تتلوث المياه وتشكل خطرًا على الصحة العامة.
يمكن تحسين المرحاض ذو الحفرة الأولي بعدة طرق. يشمل أحد هذه الطرق إضافة أنبوب تهوية من الحفرة إلى أعلى الحمام الخارجي. يحسن هذا تدفق الهواء ويقلل من رائحة المرحاض، بل ويمكن أن يقلل من الذباب عندما يكون الجزء العلوي من الأنبوب مغطى بشبكة (تُصنع عادةً من الألياف الزجاجية). لا يلزم استخدام الغطاء لتغطية الفتحة الموجودة في الأرض في هذه الأنواع من المراحيض. تشمل التحسينات الأخرى الممكنة أرضية تُبنى بحيث تصرف السوائل في الحفرة، إذ يُدعم الجزء العلوي من الحفرة بالطوب أو الكتل أو الحلقات الإسمنتية لزيادة الثبات. تتراوح تكلفة مرحاض الحفرة البسيط في البلدان النامية بين 25 دولارًا و 60 دولارًا أمريكيًا. تتراوح تكاليف النفقات المتكررة (مثل تكاليف التفريغ) بين 1.5 دولار أمريكي و 4 دولارات للشخص الواحد سنويًا بالنسبة للمرحاض التقليدي ذو الحفرة، وتصل إلى ثلاثة أضعاف التكاليف من أجل المرحاض ذو الحفرة المزود بسيفون (دون تكاليف التفريغ).
اعتبارًا من عام 2013، يستخدم نحو 1.77 مليار شخص المراحيض ذات الحفرة، ومعظمهم في البلدان النامية. مارس نحو 892 مليون شخص (12 في المائة من سكان العالم)، التغوط في العراء في عام 2016، وذلك بسبب عدم وجود مراحيض في أغلب الحالات. يمتلك كلًا من جنوب آسيا وأفريقيا جنوب الصحراء الوصول الأضعف إلى المراحيض. تدير الحكومة الهندية حملة تسمى «سواش بهارات أبهيان» (بعثة الهند النظيفة باللغة الإنجليزية) منذ عام 2014، من أجل القضاء على التغوط في العراء عن طريق إقناع الناس في المناطق الريفية بشراء وبناء واستخدام المراحيض، وخاصة المراحيض ذات الحفرة. تشير التقديرات إلى بناء 85 مليون مرحاض بناءً على تلك الحملة اعتبارًا من عام 2018. مثال آخر من الهند هو حملة «لا مرحاض، لا عروس» التي تشجع على الإقبال على المراحيض، من خلال تشجيع النساء على رفض الزواج من الرجال الذين لا يملكون مرحاضًا.

## تعريفات
يمكن استخدام مصطلح «المرحاض ذو الحفرة» -تبعًا للمنطقة- للإشارة إلى المرحاض الذي يحتوي على وعاء القرفصاء مع سيفون الماء المخفي أو السيفون المعلق (يُعرف أكثر دقة باسم المرحاض ذو الحفرة المزود بسيفون، وهو شائع جدًا في جنوب شرق آسيا على سبيل المثال)، أو يُعرف ببساطة أنه فتحة في الأرض دون سيفون مخفي (يُطلق عليه أيضًا المرحاض البسيط ذو الحفرة)، وهو النوع الشائع في معظم بلدان أفريقيا جنوب الصحراء. يمكن أن يكون المرحاض الجاف مع أو دون تحويلة لفصل لبول، بينما المرحاض ذو الحفرة يكون دائمًا بلا تحويلة لفصل البول. يُعد استخدام الحفرة السمة الرئيسة للمرحاض ذو الحفرة، التي تتسرب السوائل فيها إلى الأرض، بل وتعمل بمثابة جهاز لتخزين الفضلات ومعالجتها معالجة محدودة للغاية.

### الصرف الصحي المُحسن وغير المُحسن
قد يمثل أو لا يمثل المرحاض ذو الحفرة هدفًا من الأهداف الإنمائية للألفية (MDG)، المتمثلة في زيادة فرص توفير المرافق الصحية لسكان العالم، ويتوقف هذا على نوع المرحاض ذو الحفرة: يُعتبر المرحاض ذو الحفرة دون غطاء يسد الحفرة بمثابة صرف صحي غير محسّن ولا يمثل الهدف. تُعتبر المراحيض ذات الحفرة مع البلاطة، والمراحيض ذات الحفرة المحسنة جيدة التهوية، ومراحيض الحفرة المتساقطة المتصلة بحفرة أو خزان للصرف الصحي، بمثابة مرافق «للصرف الصحي المحسّن»، إذ من المرجح أن تفصل فضلات البشر بشكل صحي عنهم.

## متطلبات التصميم

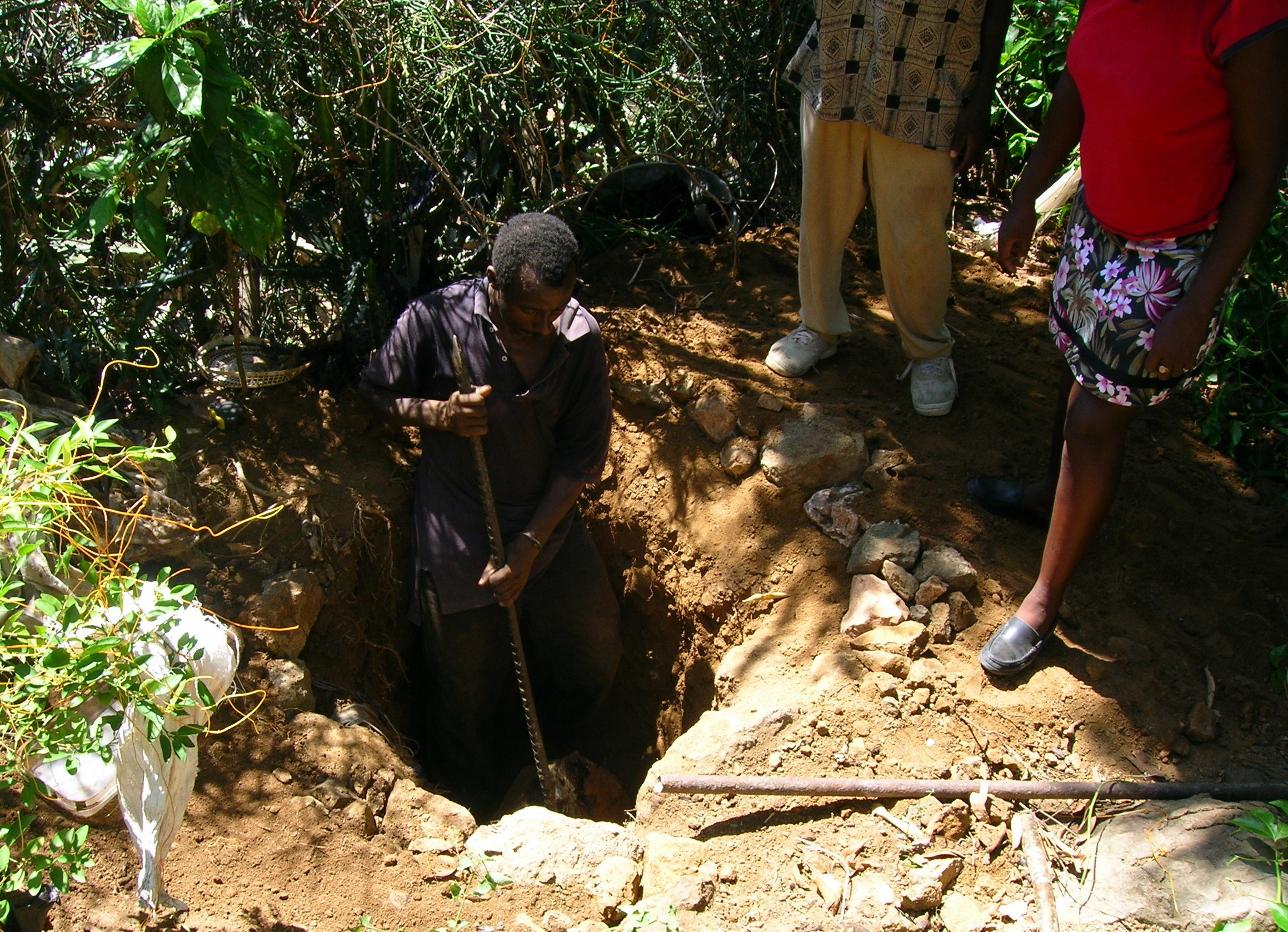
حفرة لأربورلو، وهو نوع من المراحيض الحفرية - هايتي

### حجم حفرة الهبوط
يضع المستخدم نفسه فوق حفرة الهبوط الصغيرة أثناء الاستخدام. لا ينبغي أن يكون حجم فتحة الغائط في الأرضية أو البلاطة أكبر من 25 سم (9.8 بوصة) لمنع سقوط الأطفال. يجب منع الضوء من دخول الحفرة لتقليل وصول الذباب إليه.

### أغطية حفرة السقوط أو مقعد المرحاض
يمنع غطاء حفرة الهبوط الضوء من دخول الحفرة، ويساعد على منع الذباب والروائح من الدخول إلى كابين المرحاض. يمكن أن يكون الغطاء مصنوعًا من البلاستيك أو الخشب، ويُستخدم لتغطية الفتحة الموجودة في الأرض عندما لا يكون المرحاض ذو الحفرة قيد الاستخدام. عمليًا، لا يُستخدم هذا الغطاء بشكل شائع في المراحيض ذات الحفرة ووعاء القرفصاء، ولكن فقط في المراحيض الإفرنجية ذات الحفرة المزودة بجلاس.

### وعاء القرفصاء أو جلاس المرحاض
لا يوجد أي شيء في الجزء العلوي لحفرة الهبوط (هذا هو أبسط شكل من أشكال المراحيض ذات الحفرة) أو يمكن أن يكون هناك وعاء أو وعاء (قاعدة) القرفصاء أو جلاس يمكن أن يكون مصنوعًا من البورسلان أو السيراميك أو البلاستيك أو الخشب.

### الكابين
يضم الكابين أو السقيفة أو المبنى الصغير أو «المبنى الفائق» وعاء القرفصاء أو جلاس المرحاض، ويوفر الخصوصية والحماية من الطقس للمستخدم. من الناحية المثالية، يجب أن يتوفر في الكابين أو المبنى الصغير مرفق صحي لغسل الأيدي في الداخل أو في الخارج (على سبيل المثال تُزود بالمياه من خزان تجميع مياه الأمطار على سطح الكابين)، على الرغم من أن هذا نادرًا ما يُطبق في الواقع. يجب أيضًا توفير مواد التنظيف الشرجي (مثل ورق التواليت) وصندوق النفايات الصلبة في الكابين. يمكن بناء مبنى أكثر أهمية، يُعرف باسم الحمام الخارجي.

### تحديد موقع الحفرة
تتسرب السوائل من الحفرة وتمر عبر منطقة التربة غير المشبعة (التي لا تمتلئ تمامًا بالماء). بعد ذلك، تتسرب هذه السوائل من الحفرة إلى المياه الجوفية حيث قد تؤدي إلى تلويثها. يُعتبر هذا الأمر مشكلة في حال استخدام بئر مياه قريب لتوفير المياه الجوفية لأغراض الشرب. أثناء مرور المياه في التربة، يمكن أن تموت المُمرضات أو تُمتص بقدر كبير، ويعتمد ذلك في الغالب على زمن الانتقال بين الحفرة والبئر. تموت معظم المُمرضات، لا جميعها، خلال خمسين يومًا من التسرب عبر سطح الأرض.
تختلف درجة إزالة العوامل المُمرضة اختلافًا كبيرًا حسب نوع التربة، ونوع طبقة المياه الجوفية، والمسافة، والعوامل البيئية الأخرى. لهذا السبب، من الصعب تقدير المسافة الآمنة بين الحفرة ومصدر المياه، وهي مشكلة تنطبق أيضًا على خزانات الصرف الصحي. طُورت إرشادات مفصلة لتقدير المسافات الآمنة لحماية مصادر المياه الجوفية من التلوث بمياه الصرف الصحي في الموقع. ومع ذلك، يُتجاهل هذا الموضوع في الغالب في المراحيض ذات حفرة. بالإضافة إلى ذلك، فإن قطع الأراضي المنزلية محدودة الحجم، لذا تُبنى المراحيض ذات الحفرة في كثير من الأحيان بالقرب من آبار المياه الجوفية، بطريقة تحقق فيها أكثر مسافة آمنة. ويؤدي الأمر بدوره إلى تلوث المياه الجوفية ومرض أفراد الأسرة عند استخدام هذه المياه الجوفية مصدرًا لمياه الشرب.
بمثابة مبدأ توجيهي عام للغاية، يوصى بأن يكون عمق قاع الحفرة مترين فوق مستوى المياه الجوفية على الأقل، ويوصى عادةً بمسافة أفقية دنيا تبلغ 30 مترًا بين الحفرة ومصدر المياه، من أجل الحد من التعرض للتلوث الجرثومي. ومع ذلك، لا ينبغي الإدلاء ببيان عام بشأن الحد الأدنى لمسافات الفصل الجانبي اللازمة لمنع تلوث بئر مياه الشرب من المرحاض ذو الحفرة. على سبيل المثال، قد لا تكون مسافة الفصل الجانبي -التي تبلغ 50 مترًا- كافية في نظام كارستي قوي مع بئر إمداد عميق أو ينبوع، في حين تعَد مسافة عشرة أمتار للفصل الجانبي كافية تمامًا في حال توافر طبقة طينية مطلية جيدًا ومساحة حلقية محكمة الإغلاق لبئر المياه الجوفية.
عند تجاهل الظروف الهيدروجيولوجية المحلية (التي يمكن أن تختلف في مساحة تبلغ بضعة كيلومترات مربعة)، يمكن أن تتسبب المراحيض ذات الحفر بحدوث مخاطر كبيرة على الصحة العامة، نتيجةً لتلويث المياه الجوفية. بالإضافة إلى قضية المُمرضات، هناك أيضًا مشكلة التلوث بالنترات في المياه الجوفية الناتجة عن فضلات هذه المراحيض. يُعتقد أن ارتفاع مستويات النترات في مياه الشرب من الآبار الخاصة سبب في حدوث متلازمة الرضيع الأزرق لدى الأطفال في المناطق الريفية في رومانيا وبلغاريا في أوروبا الشرقية.

### تبطين الحفرة

#### التبطين الجزئي
يُبطن جزء الحفرة العلوي في المراحيض ذات الحفرة «المبطنة جزئيًا». يمكن أن تشمل مواد بطانة الحفرة الطوب أو الأخشاب المقاومة للعفن أو البورسلان أو الأحجار أو الملاط الموجود على التربة. يوصى باستخدام البطانة الجزئية في حفر تلك المراحيض، التي يستخدمها عدد كبير من الأشخاص -مثل المراحيض العامة في المناطق الريفية أو في الحدائق العامة أو الاستراحات المزدحمة أو أي مكان مزدحم مشابه- أو عندما تكون التربة غير مستقرة، وذلك من أجل زيادة الديمومة والسماح بإفراغ الحفرة دون انهيارها بسهولة. يجب أن يبقى قاع الحفرة غير مبطن، وذلك للسماح بتسريب السوائل خارجها.

#### التبطين الكلي
يحتوي المرحاض ذو الحفرة المبطنة بالكامل على بطانة خرسانية أيضًا في القاعدة، وبذلك لا تتسرب أي سوائل إلى الأرض. يمكن للمرء أن يقول أن هذا لم يعد مرحاض «الحفرة» بالمعنى الأكثر دقة. يُعد عدم تلوث المياه الجوفية ميزة هذا النوع. العيب الرئيس هو أن مرحاض الحفرة المبطنة بالكامل يمتلئ بسرعة كبيرة (إذ لا يمكن للبول التسرب من الحفرة)، ما يؤدي إلى ارتفاع تكاليف تفريغ المراحيض وصيانتها. يمكن أن تكون الرائحة المنبعثة مشكلة أيضًا؛ لأن محتوى الحفرة أكثر رطوبة، لذا تنبعث منها رائحة بشكل أكبر. يُستخدم هذا النوع من المراحيض في ظروف خاصة فقط، على سبيل المثال في المستوطنات الأكثر كثافة سكانية، حيث تُعتبر حماية المياه الجوفية أمرًا بالغ الأهمية.